# Тарґово
Тарґово (пол. Targowo, нім. Theerwisch) — село в Польщі, у гміні Дзьвежути Щиценського повіту Вармінсько-Мазурського воєводства.
Населення — 351 особа (2011).

## Демографія
Демографічна структура станом на 31 березня 2011 року:
|          | Загалом | Допрацездатний вік | Працездатний вік | Постпрацездатний вік |
| -------- | ------- | ------------------ | ---------------- | -------------------- |
| Чоловіки | 182     | 48                 | 124              | 10                   |
| Жінки    | 169     | 37                 | 99               | 33                   |
| Разом    | 351     | 85                 | 223              | 43                   |